# Xynobius kamikochiensis
Xynobius kamikochiensis är en stekelart som först beskrevs av Fischer 1963.  Xynobius kamikochiensis ingår i släktet Xynobius och familjen bracksteklar. Inga underarter finns listade i Catalogue of Life.